# Ошарово (Нижнеингашский район)
Ошарово — деревня в Нижнеингашском районе Красноярского края. Входит в состав Кучеровского сельсовета.

## География
Деревня находится в восточной части края, в пределах таёжной лесорастительной зоны, при автодороге 04Н-686, на расстоянии приблизительно 13 км (по прямой) к северо-востоку от Нижнего Ингаша, административного центра района. Абсолютная высота — 244 м над уровнем моря.

### Климат
Климат характеризуется как резко континентальный, с продолжительной морозной малоснежной зимой и коротким жарким летом. Зима продолжается в течение 6—7 месяцев. Абсолютный минимум температуры воздуха составляет −51 °C (по данным метеостанции города Канск). Продолжительность периода с температурой более 10 °С составляет 100—110 дней. Среднегодовое количество атмосферных осадков составляет 484 мм.

## История
Основана в 1906 году. По данным 1926 года в деревне Ошарова имелось 47 хозяйств и проживало 232 человека (115 мужчин и 117 женщин). В национальном составе населения того периода преобладали белорусы. В административном отношении являлась центром Ошаровского сельсовета Нижне-Ингашского района Канского округа Сибирского края.

## Население
| 2010 |
| ---- |
| 113  |

### Половой состав
По данным Всероссийской переписи населения 2010 года, в гендерной структуре населения мужчины составляли 47,8 %, женщины — соответственно 52,2 %.

### Национальный состав
Согласно результатам переписи 2002 года, в национальной структуре населения русские составляли 87 % из 190 чел.

## Известные уроженцы
- Рубанов, Пётр Акимович (1920—2017) — советский военный деятель, полковник, Герой Советского Союза.